# Delias waterstradti
Delias waterstradti is een vlindersoort uit de familie van de Pieridae (witjes), onderfamilie Pierinae.
Delias waterstradti werd in 1915 beschreven door Rothschild.